# Та дивна сплитска ноћ
Та дивна сплитска ноћ је хрватски дугометражни филм из 2004. године. Филм је режирао Арсен Антон Остојић који је и писао сценарио.

## Радња
Три повезане приче и три судбине неколико ликова у сплитској четврти Гет током задња два сата старе године.
Ситни дилер Нике ветеран је Домовинског рата који се виђа са Маријом, супругом његоваг погинулог ратног друга и самохраном мајком дечака, намерава итићи у Немачку. 
Маја је деветнаестогодишња зависница коју је дилер преварио и која трага за спасоносним шутом, те која ће упознати Франкyја , тамнопутог америчког морнара сломљеног срца. 
Бивши наркоман Лука је импотентни младић чија девојка Анђела у новогодишњој ноћи жели изгубити невиност, и који ће желећи јој удовољити поново пробати трип. А публику на Перистилу у Нову годину концертом уводи Певач (Дино Дворник), зависник, дилер и шеф дилера Црног.

## Улоге
| Глумац          | Улога     |
| --------------- | --------- |
| Дино Дворник    | Сингер    |
| Младен Вулић    | Нике      |
| Кулио           | Франк     |
| Марија Шкаричић | Маја      |
| Нивес Иванковић | Марија    |
| Маринко Прга    |           |
| Вицко Биланџић  |           |
| Ивана Рошчић    |           |
| Перо Врца       |           |
| Дара Вукић      | старица   |
| Никола Ивошевић | инспектор |

## Награде и фестивали
- Пула 2004. – Златне арене за најбољу камеру и најбољу монтажу[2][4]
- Сарајево 2004. – Срце Сарајева за најбољу глумицу (Марија Шкаричић) и Посебна награда жирија Арсену Антону Остојићу[2]
- Евопска филмска награда 2004. – номинација у категорији Европског открића године за Арсена Антона Остојића[2]
- фестивал источноевропског филма у Cottbusu у Немачкој 2004. - Специјална награда за изузетно умјетничко достигнуће[5]
- Међународни филмски фестивал RiverRun у Северној Каролини 2006. – Награда жирија за најбољи играни филм[2]Арсен А. Остојић награђен је за најбољу режију и сценарио, а Мирко Пивчевић за најбољу камеру[6]
- Међународни филмски фестивал Camerimage у Пољској 2006. – номинација за награду Golden Frog  за фотографију (Мирко Пивчевић)[2]
- Филм је био службени хрватски представник на 78. додели награде Оскар.[3]